# 2. stoljeće pr. Kr.
◄ | 2. tisućljeće pr. Kr. | 1. tisućljeće pr. Kr. | 1. tisućljeće | ►
◄ | 4. stoljeće pr. Kr. | 3. stoljeće pr. Kr. | 2. stoljeće pr. Kr. |1. stoljeće pr. Kr. | 1. stoljeće | ►
190-ih pr. Kr. | 180-ih pr. Kr. | 170-ih pr. Kr. | 160-ih pr. Kr. | 150-ih pr. Kr. | 140-ih pr. Kr. | 130-ih pr. Kr. | 120-ih pr. Kr. | 110-ih pr. Kr. | 100-ih pr. Kr.
2. stoljeće pr. Kr. je je razdoblje koje je trajalo od 200. pr. Kr. do 101. pr. Kr..

## Glavni događaji i razvoji
- Rimsko Carstvo se širi na istok i osvaja, između ostalog, Makedoniju. Konkurentska Kartaga je 146. pr. Kr. potučena i uništena u trećem punskom ratu. Na sjeveru Kimbri pobjeđuju rimsku vojsku.
- Parti osvajaju veliki dio Irana i Mezopotamije i postaju velesila.
- U Kini car Wu iz dinastije Han uzdiže konfucijanizam na razinu državne filozofije i počinje velika kineska ekspanzija.
- U Boliviji nastala kultura Tiwanaku. Nestala je oko 1200. godine.
- Pergamska kraljevska dinastija Atalida osnovala lječilišni grad Hierapolis na toplicama Pamukkale.

## Osobe
- Tit Makcije Plaut (* 254. pr. Kr., † 184. pr. Kr.), rimski komediograf
- Hanibal (* 247. pr. Kr., † 183. pr. Kr.) kartažki vojskovođa
- Scipion Stariji (* 236. pr. Kr., † 183. pr. Kr.), rimski vojskovođa i državnik
- Wu Di (* 140. pr. Kr., † 140. pr. Kr.), kineski car

## Vanjske poveznice
|  | Zajednički poslužitelj ima još gradiva o temi 2. stoljeće pr. Kr. |